# Stazione di Torrejón de Ardoz
La stazione di Torrejón de Ardoz è una stazione ferroviaria a servizio del comune di Torrejón de Ardoz, sulla linea Madrid - Barcellona.
Forma parte delle linee C2 e C7 delle Cercanías di Madrid.
Si trova tra calle de la Estación e paseo de la Estación, nel comune di Torrejón de Ardoz.

## Storia
Nel 1859, la compagnia ferroviaria MZA inaugurò la linea Madrid-Saragozza, che includeva questa stazione.
Con la riforma di RENFE e la nascita di Cercanías Renfe, Torrejón de Ardoz entrò a far parte della rete di Cercanías di Madrid.